# Église Saint-Jean-Baptiste de Chapelle-des-Bois
Pour les articles homonymes, voir Église Saint-Jean-Baptiste.
L'église Saint-Jean-Baptiste de Chapelle-des-Bois est une église située à Chapelle-des-Bois dans le département français du Doubs.

## Historique
L'église date de 1634, remaniée au XVIIIe siècle, en 1733 et 1738 et adjointe d'une sacristie au XIXe siècle.
L'église est inscrite au titre des monuments historiques depuis le 2 mars 1981.

## Rattachement
L'église fait partie de la paroisse de Mouthe qui est rattachée au diocèse de Besançon.

## Architecture
L'église est de plan allongé et possède trois nefs en voûtes d'ogive. Le clocher est surmonté d'un dôme à l'impériale, typique de la Franche-Comté ; l'église est couverte d'un toit à longs pans qui a la particularité d'être métallique.

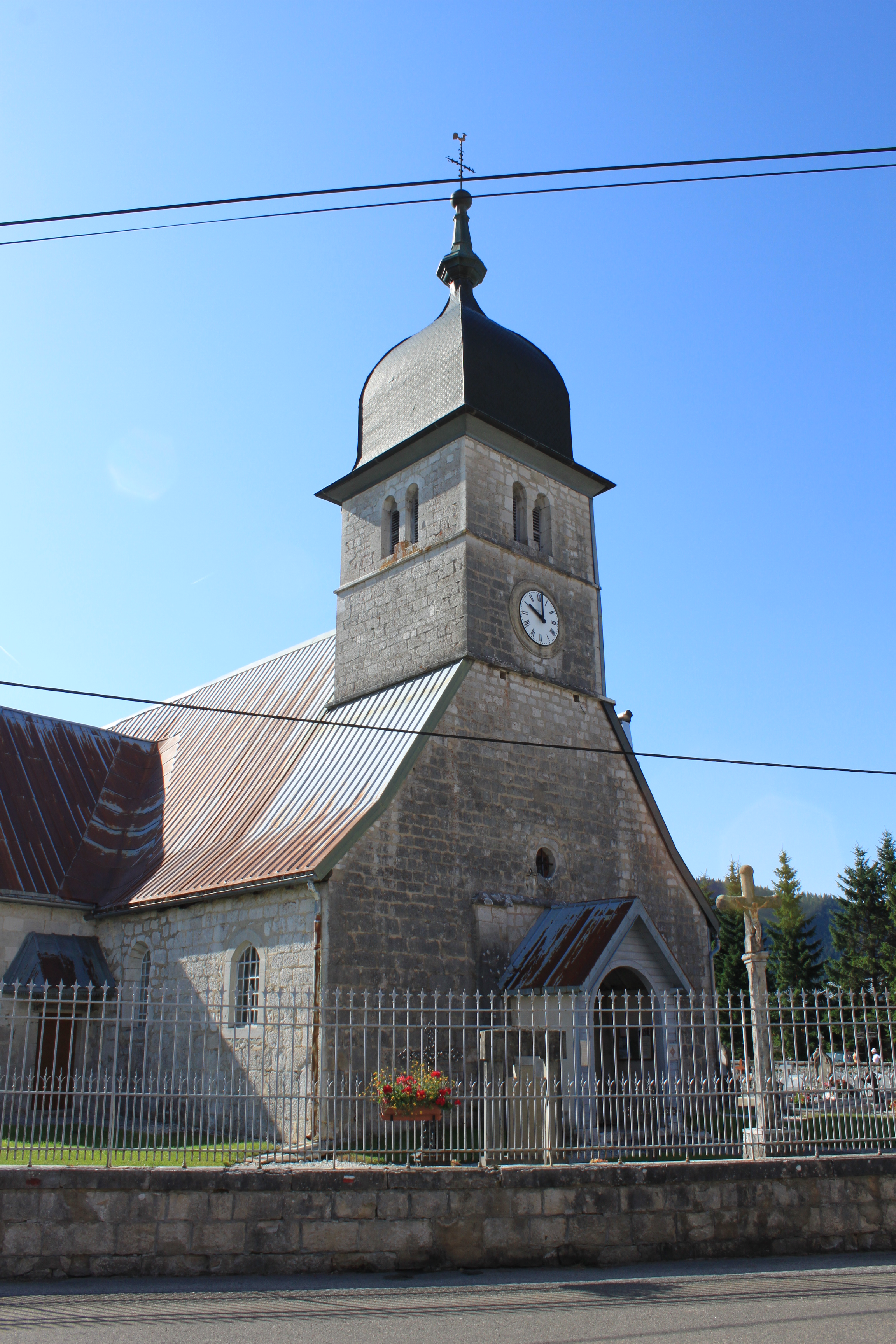
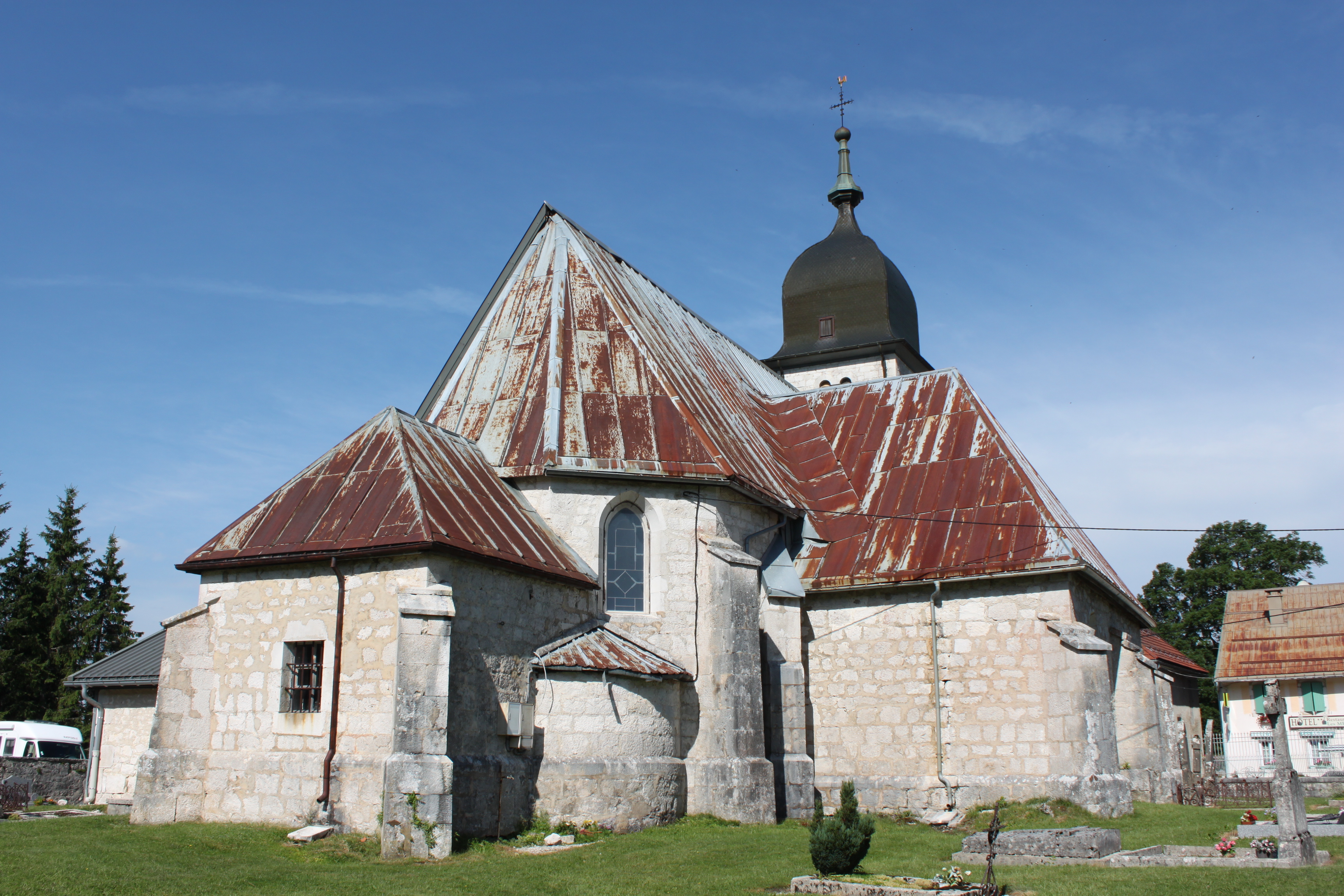
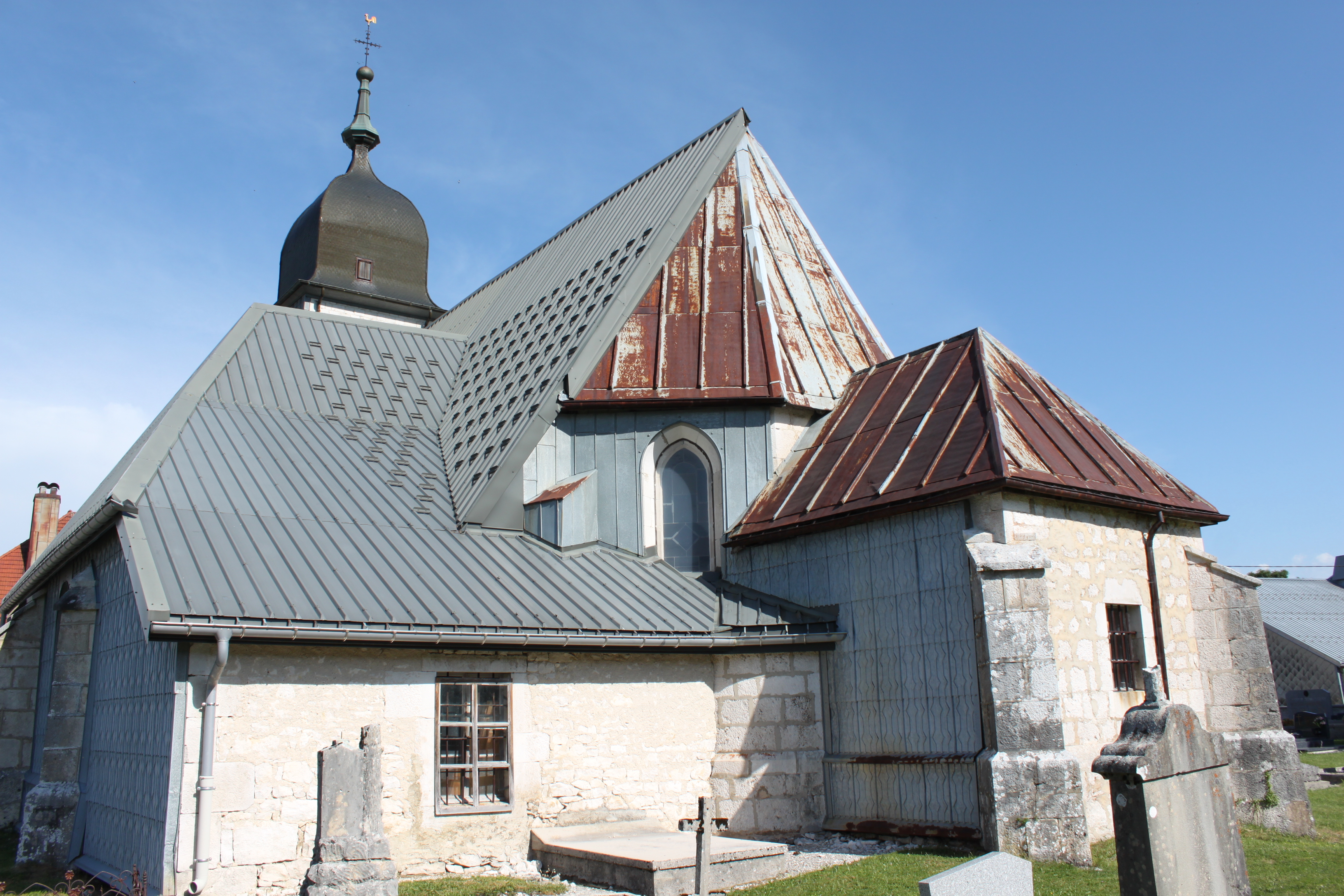
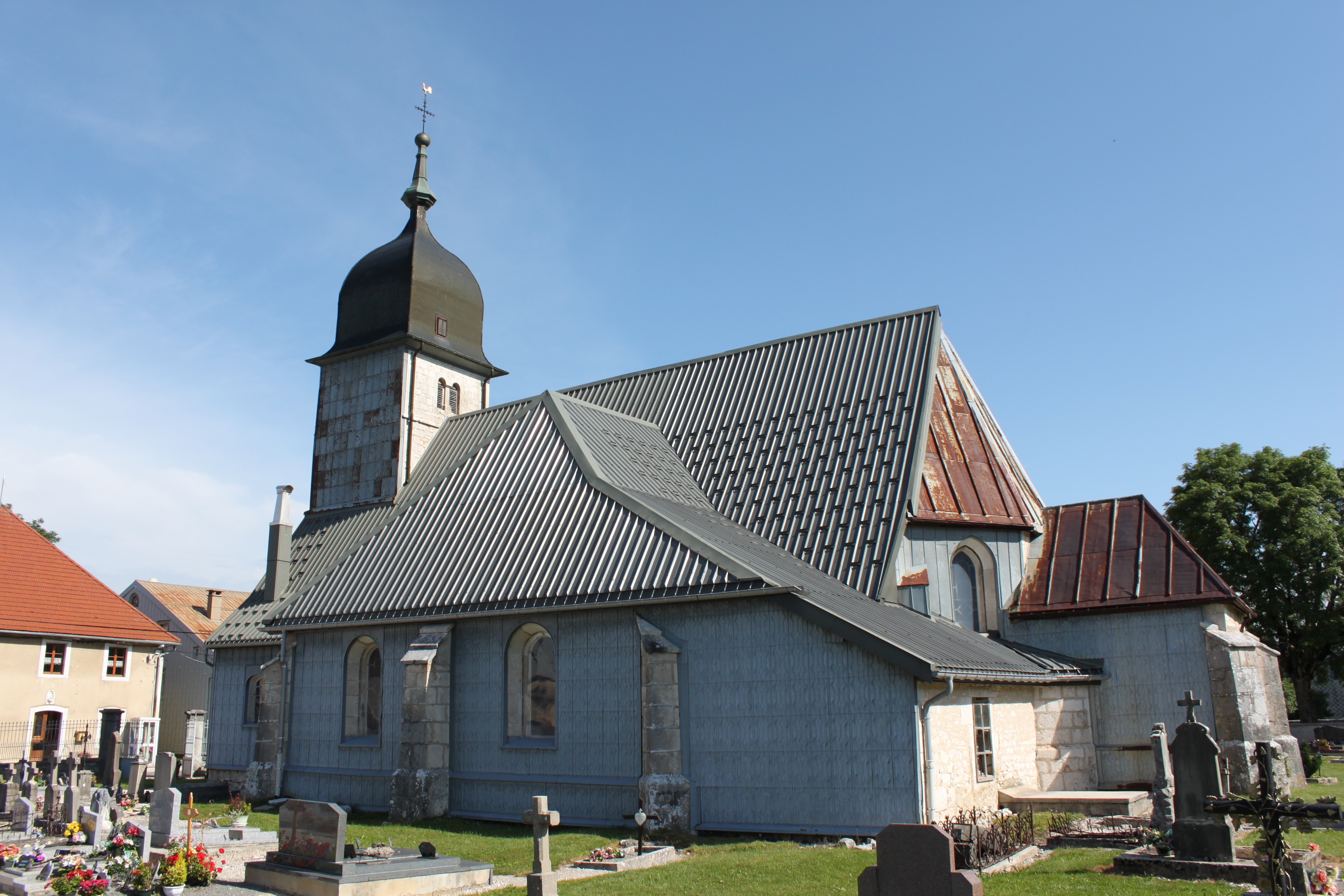

## Mobilier
L'église possède des éléments mobiliers protégés à titre objet aux monuments historiques : l'ensemble du maître-autel et ses décorations daté de 1743, richement décoré et classé à titre objet le 12 février 1981. À cette même date, sont également classés les autels latéraux droite et gauche, tous deux datés de 1748.

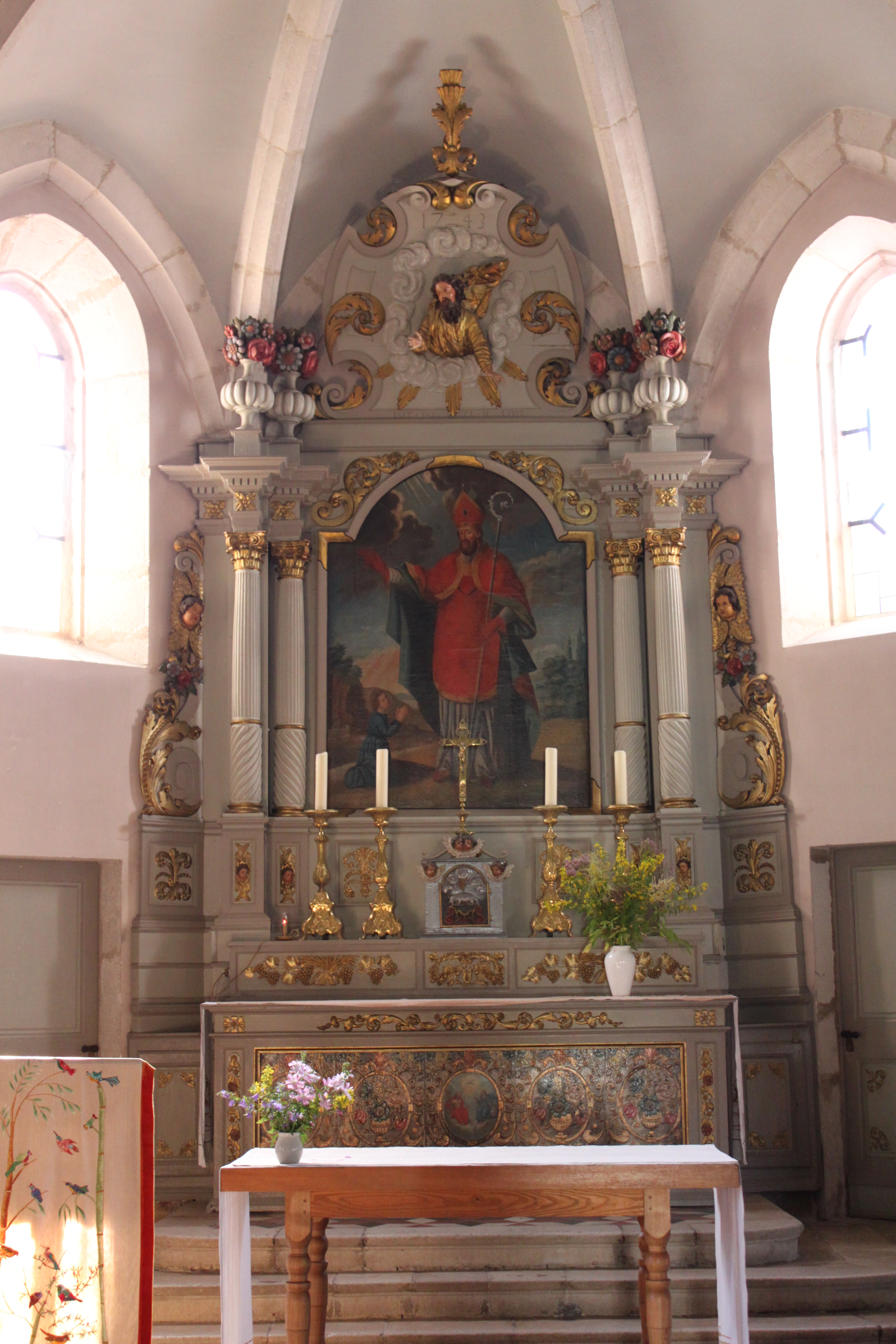
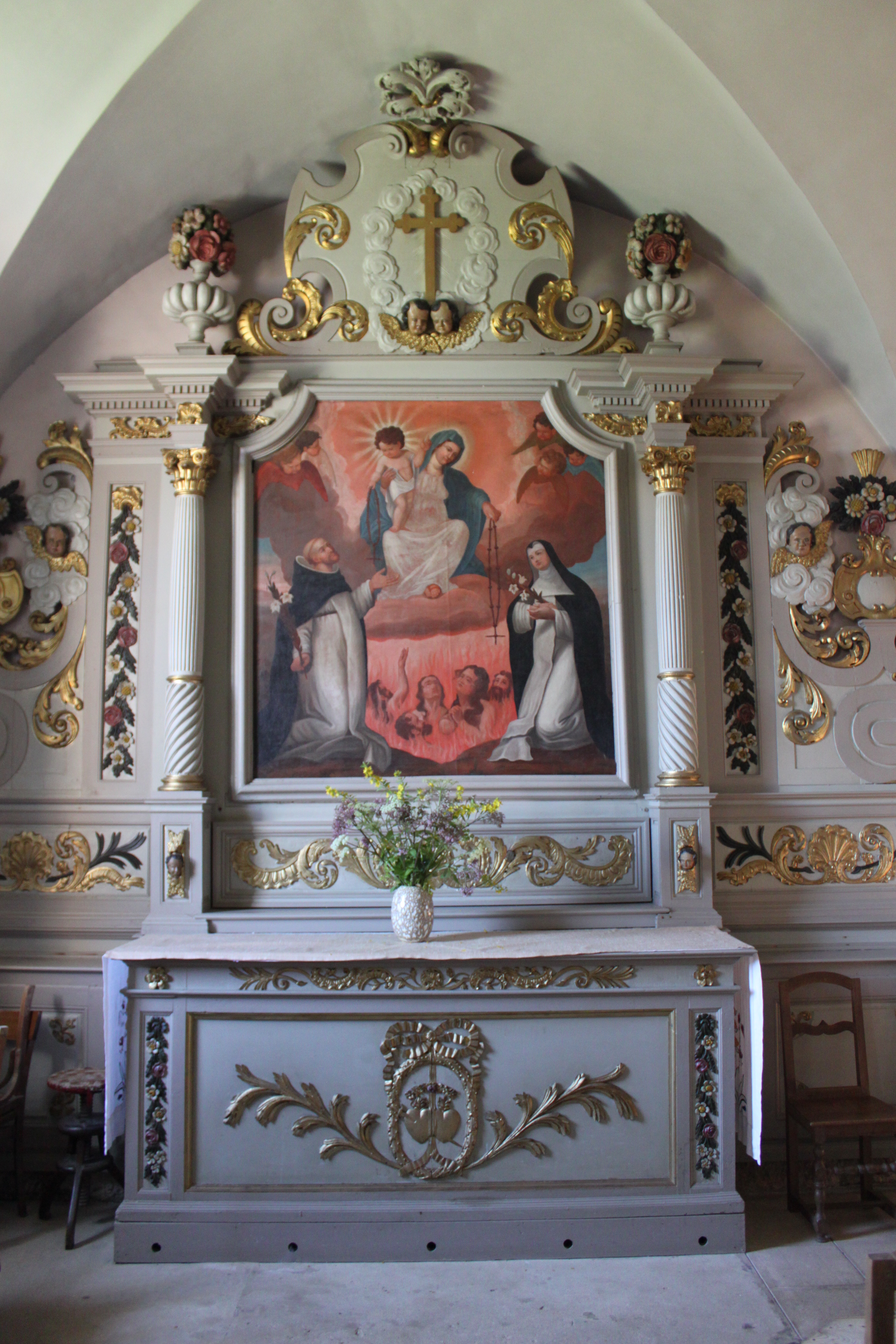
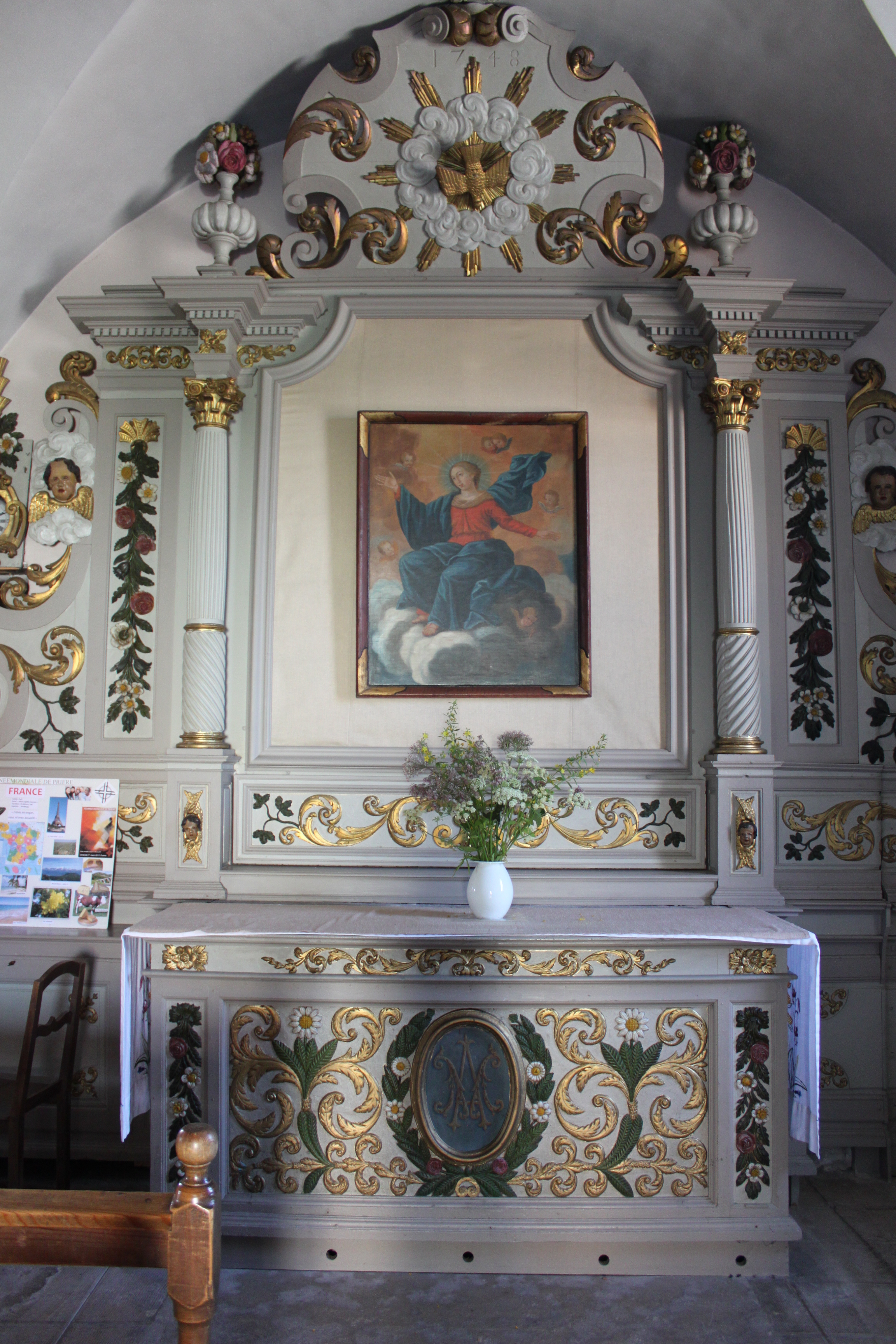

D'autres éléments mobiliers sont inscrits à titre objet: des lustres du XVIIIe siècle en bronze et cristal (inscrits en 1981), des chandeliers d'autel en cuivre (inscrits en 1981), un Christ en croix, du XVIIe siècle (inscrite en 1980), un tableau de la visitation (inscrit en 1980), la chaire à prêcher (inscrite en 1979) et une statue de Saint Jean-Baptiste (inscrite en 1978).

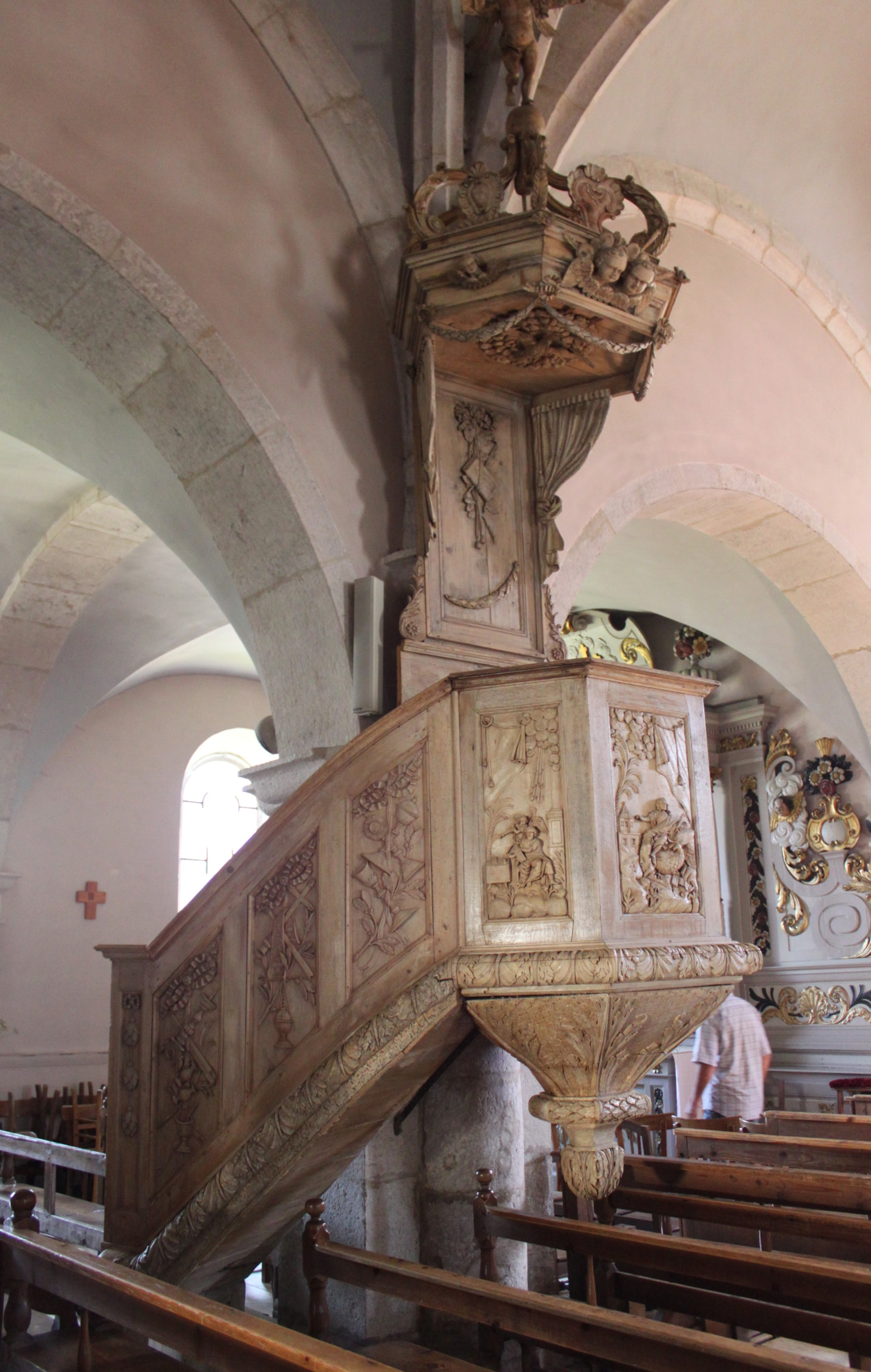
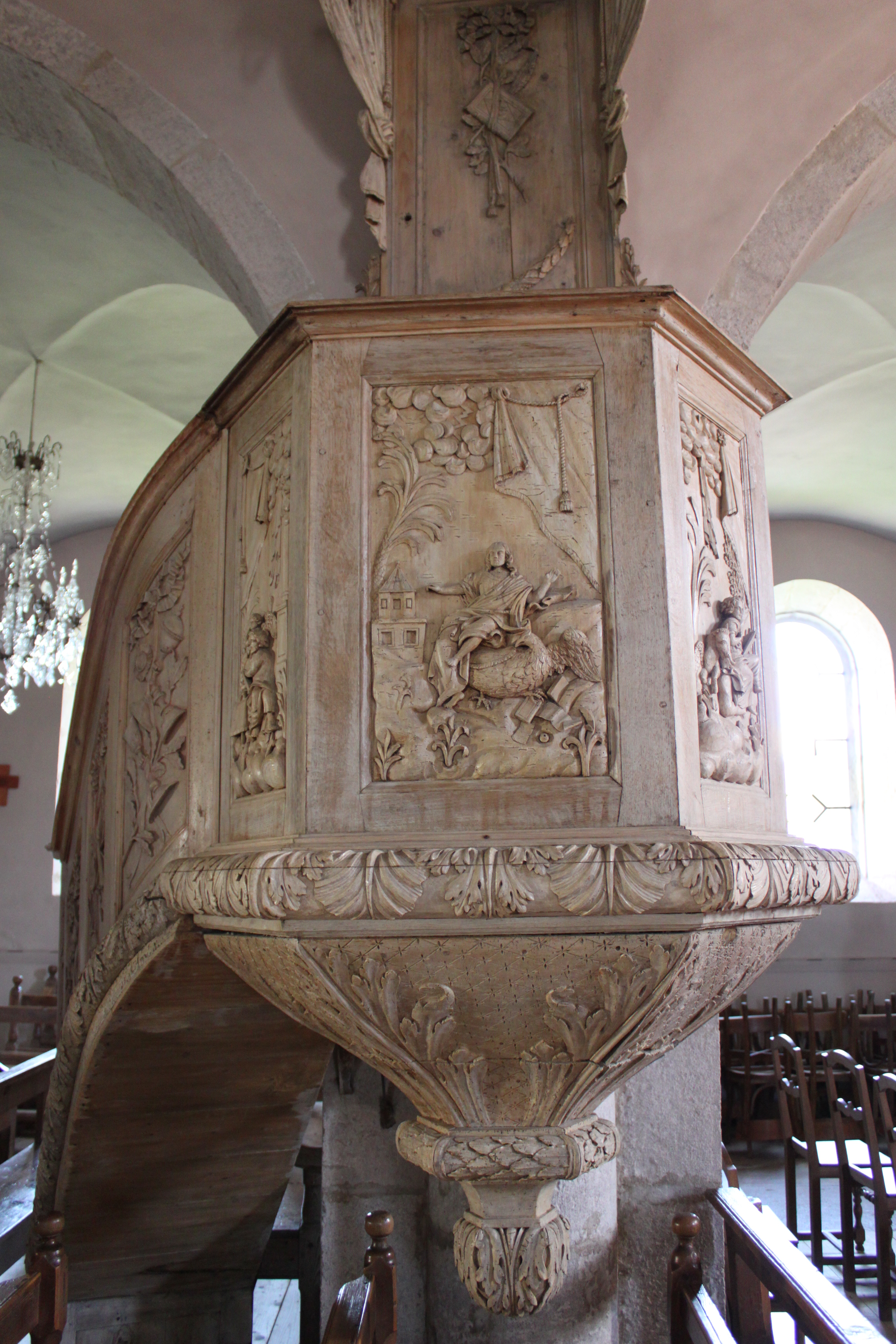
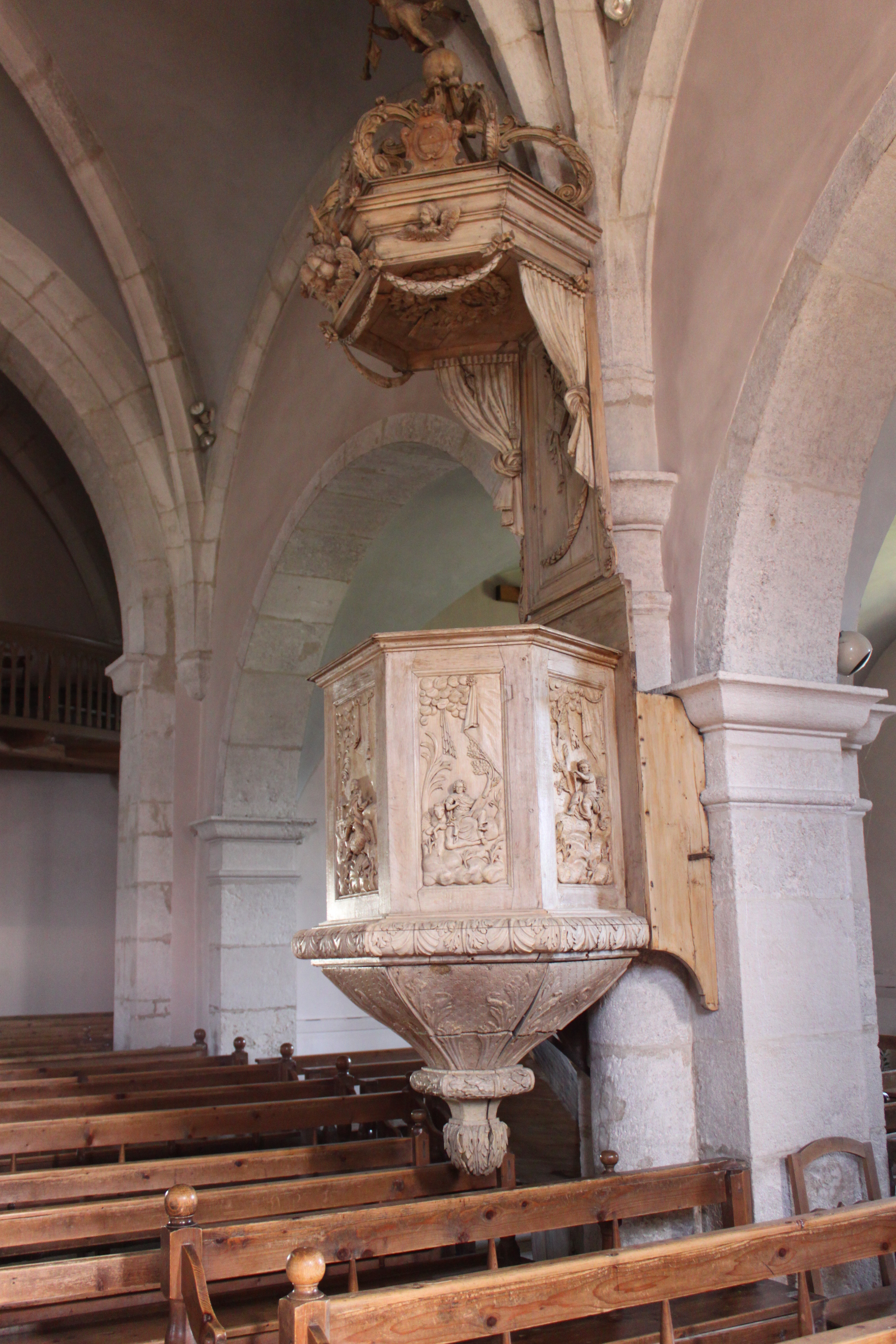